# Lars Hertervig
Lars Hertervig (16. februar 1830 - 6. januar 1902) je bio norveški slikar. Njegov fantastičan rad sa motivima iz primorskog pejzaža u tradicionalnom okrugu Rifilke se smatra jednim od najvećih dostignuća norveškog slikarstva.

## Život i karijera
Lars Hertervig je rođen 1830. godine u siromašnoj porodici u Borgoju, opština Tisvaer na zapadnoj obali Norveške, severno od Stavangera. Studirao slikarstvo na Akademiji umetnosti u Dizeldorfu od 1852. godine, sa privatnim časovima kod Hans Guda. Povezuje se i sa školom slikarstva u Dizeldorfu. Godine 1854. preživljava nervni slom i vraća u Stavanger. Dve godine kasnije ulazi u Gaustad azil.
Tokom poslednjih 30 godina života se borio sa finansijskim problemima da bi na kraju završio u Domu za siromašne. Nije mogao da priušti da slika uljem na platnu, te je nekoliko radova iz tog perioda akvarela i gvaš na papiru koji nije za slikanje. Ponekad čak lepi papire s pastom od ražanog brašna. Njegov umetnički proboj dolazi posthumno, 1914. godine na izložbi Jubilee u Kristijaniji (danas Oslo), dvanaest godina nakon njegove smrti u Stavangeru.

## Popularna kultura
Oda Pedersen je 1987. godine napisala dokumentarac o Lars Hertervigu. Pal-Helge Haugen je 1995. napisao Hertervig: Ein opera.Jon Fose je odao počast Hertervigu svojim romanom Melanholija 1995. godine. Fose je takođe napisao libreto za Melanholiju, adaptaciju opere Georg Fridrih Hasa, koja je premijerno odigrana 9. juna 2008. godine u Parizu.

## Galerija
- Hertervig Gamle furutrær (Old pine trees) 1865
- Olje på treplate (Coastal Landscape) 1855
- Olje på lerret (The Tarn) 1865
- Olje på lerret (Island Borgøya) 1867

## Literatura
- Borgen, Trond Et indre eksil : et essay om Lars Hertervigs papirarbeider (Wigestrand Forlags AS). 2005.  978-82-8140-027-6.
- Fosse, Jon Melancholia I-II (Det Norske Samlaget). 1995.  978-8252155341.
- Koefoed, Holger Lars Hertervig : lysets maler (Gyldendal Norsk Forlag). 1984.  978-82-05-14982-3.
- Koefoed, Holger I Lars Hertervigs skog (Gyldendal Norsk Forlag). 1991.  978-82-05-19169-3.
- Moe, Ole Henrik Lars Hertervig, en norsk malertragedie (Blønda). 1989.  978-8788978209.

## Dodatna literatura
- Inger M. Renberg, Holger Koefoed and Kari Greve Lars Hertervig : fragmenter : arbeider på papir 1868-1902 (Labyrinth Press) . 2005.  978-82-7393-031-6.

## Spoljašnje veze
- Lars Hertervig (1830-1902) (Stavanger kunstmuseum)
- Lars Hertervig og Carl Fredrik Hill – kreativitet og psykisk sykdom (Tidsskrift for Den norske legeforening)
- Lars Hertervig (1830-1902) (Lokalhistorie fra Rogaland)
- Dokusommer: Lars Hertervig: Lysets vanvidd